# 布魯爾鎮區 (阿肯色州霍華德縣)
布魯爾鎮區（英語：Brewer Township）是位於美國阿肯色州霍華德縣的一個行政鎮區。

## 地方資料
布魯爾鎮區的面積為58.61平方千米，當中陸地面積為58.12平方千米，而水域面積為0.49平方千米。根據2010年美國人口普查的數據，當地共有人口400人，而人口密度為每平方千米6.82人。